# هودری
هودری (به ژاپنی: 海佐知毘古/海幸彦 Hoderi)؛ در اساطیر ژاپن و فرهنگ عامه یک خدای نعمت دریا و ماهی‌گیری بود.
در اساطیر ژاپن، او به همراه برادر کوچکترش هوری (اساطیر ژاپن) ظاهر می‌شود. هنگامی که قلاب ماهیگیری که به برادر کوچکترش قرض می‌دهد که در دریا گم می‌شود، وی به جای قبول هرگونه غرامت، خواستار بازگشت آن می‌شود و بعداً توسط برادر کوچکتر خود که تسلط بر جزر و مد را با یک جواهر جادویی بدست آورده، شکست می‌یابد و مقهور او می‌شود.